# Yllenus desertus
Yllenus desertus es una especie de araña saltarina del género Yllenus, familia Salticidae. Fue descrita científicamente por Wesołowska en 1991.
Habita en Mongolia.